# 바스트 모핑
바스트 모핑(bust morphing)은 가슴을 뜻하는 bust와 움직임을 뜻하는 morph의 합성어로 여성의 유방이 흔들리는 장면이나 연출, 기법 등을 말한다.
주로 애니메이션이나 게임에서 성인 및 섹시한 캐릭터는 거대한 가슴으로 묘사되는 경우가 많으며, 어떤 동작에 맞춰 가슴이 흔들리는 장면도 자주 등장한다. 과장된 표현이 두드러지며, 대부분의 경우 물리 법칙을 무시한 듯한 비현실적인 가슴의 움직임이 묘사된다.

## 애니메이션에서
애니메이션에서 바스트 모핑(일본어: 乳揺れ 치치유레[*])은 일종의 팬서비스로서 널리 볼 수 있으며, 특히 가이낙스의 빈번한 사용이 영어권 애니메이션 팬들에게 강한 인상을 주어 바스트 모핑을 지칭하는 "가이낙싱"(Gainaxing) 또는 "가이낙스 바운스"(Gainax Bounce)라는 용어는 적어도 1993년까지 거슬러 올라갈 수 있다. 또한, 영어권 애니메이션 팬들 사이에서는 가이낙스의 OVA 《오타쿠의 비디오》의 극중 애니메이션에 등장하는 미스티 메이를 바스트 모핑의 단위로 사용하고 있다. 예를 들어, "원 미스티 메이"(One Misty May)는 바스트 모핑 1회를 의미한다.
애니메이션 역사에서 가슴 흔들림의 정확한 기원은 확실하지 않지만, 애니메이션 연구 분야에서는 오랫동안 1983년에 발표된 《DAICON IV OPENING ANIMATION》이 최초라고 여겨져 정설로 받아들여져 왔다. 하지만 애니메이션에서의 바스트 모핑에 대한 정의를 재검토하면서 몇 가지 선구적인 사례가 발견되었으며, 분명한 것으로는 1981년 방송된 TV 드라마 《말괄량이 우주인》(おてんば宇宙人)의 오프닝 애니메이션이 최초라고 평가된다. 또한, 정의의 차이는 있지만 바스트 모핑으로 여겨지는 작품으로, 1977년 방송된 TV 애니메이션 《일본 옛이야기》(まんが日本昔ばなし)의 "산할머니의 며느리"(山んばの嫁さん), 더 나아가 그 이전인 1969년경에 제작된 애니메이션 《루팡 3세 파일럿 필름》에서 미네 후지코의 댄스가 이에 해당한다. 그 외에도, TV 애니메이션의 변신 장면에서 최초의 바스트 모핑은 1988년 방송된 《초음전사 보그맨》(超音戦士ボーグマン)에서 아니스 팜이 발텍터를 장착하는 장면이라고 평가된다.
다만, 인지도와 영향력을 고려했을 때, 1984년에 극장 개봉된 미야자키 하야오 감독의 애니메이션 영화 《바람계곡의 나우시카》의 주인공 나우시카의 바스트 모핑을 들 수 있다. 애니메이터이자 영화감독인 안노 히데아키는 해당 작품의 DVD 오디오 코멘터리에서 "최초로 시도한 것은 미야자키 하야오가 아닐까 생각한다"라고 언급했다.

## 게임에서
비디오 게임에서 바스트 모핑은 여성 캐릭터가 움직일 때 가슴이 흔들리게 하는 기능으로, 때로는 물리 법칙을 무시하는 과장되거나 부자연스러운 방식으로 구현된다. 게임에서 표현되는 바스트 모핑을 영미권에서는 브레스트 피직스(breast physics) 또는 지글 피직스(jiggle physics)라고 부른다.

### 역사
바스트 모핑가 주목할 만한 특징으로 등장한 최초의 비디오 게임은 격투 게임 《아랑전설 2》(1992년)였으며, 이 게임에는 눈에 띄게 흔들리는 가슴을 가진 격투가 시라누이 마이가 등장했다. 이후 두드러진 바스트 모핑은 많은 격투 게임의 주요 특징으로 자리 잡았는데, 아마도 이러한 게임들이 다른 게임들보다 적은 수의 캐릭터 모델을 포함하고 있어 캐릭터들을 더 자세히 애니메이션화할 여유가 있었기 때문일 것이다. 특히 《데드 오어 얼라이브》 시리즈(1996년-)는 격투 동작과 여성 캐릭터들의 가슴 모두에서 "터무니없는" 물리 효과로 유명해졌다. 이 게임의 개발사인 팀 닌자가 "브레스트 피직스"라는 용어를 만들었다.
때로는 이러한 격투 게임의 측면이 특별한 주목을 받기도 했는데, 2016년 게임 《스트리트 파이터 V》에서 격투가 춘리의 가슴이 캐릭터 선택 화면에서 2P로 선택되었을 때 커다란 물풍선처럼 움직이는 경우가 그러했다. 이러한 현상은 게임 출시 전부터 언론에 의해 발견되었지만, 게임의 출시 버전에도 여전히 존재했다. 게임의 배급사인 캡콤은 이 현상을 버그로 설명했고 이후 패치를 통해 제거했다.
비디오 게임에서 크고 통통 튀는 가슴이 만연한 것에 대한 반응으로, 게임 작가 젠 프랭크는 2013년 "붑 잼"(boob jam)을 시작했다. 이 계획의 목적은 "여성의 가슴이 섹시하고 보기 좋다는 사실 이외의 측면을 다루는" 게임을 만드는 것이었다.

### 기술
바스트 모핑은 변형 가능한 물체의 움직임과 특성에 대한 물리적 시뮬레이션에 중점을 둔 컴퓨터 그래픽 분야인 연체동역학의 응용이다. 3D 그래픽이 있는 게임에서 캐릭터 모델은 관절로 연결되고 텍스처가 입혀진 폴리곤 "스킨"으로 덮인 "뼈대" 골격으로 구성된다. 이러한 가상의 뼈대가 실제 인체의 뼈와 반드시 일치하지는 않지만, 어떤 것이든 움직이게 하기 위해서는 필수적이다. 가슴이나 다른 신체 부위를 움직이게 하기 위해, 비디오 게임 애니메이터들은 게임 엔진의 물리 법칙에 따라 뼈대의 관절을 움직이게 한다.
대부분의 3D 게임에서 가슴 움직임을 구현하기 위해, 가슴의 뼈대에는 나머지 골격이 움직일 때 가슴이 통통 튀게 하는 "스프링"이 장착된다. 이러한 스프링의 설정과 강도가 가슴 흔들림의 강도를 결정한다. 또는 가슴의 움직임이 사용자 정의 소프트웨어에 의해 제어될 수도 있지만, 더 많은 시간이 소요되므로 많은 게임 엔진에 내장된 기능인 스프링을 사용하는 편이 더 흔하다.

### 부자연스러운 바스트 모핑
일부 비디오 게임은 부자연스럽거나 과장된 것으로 보이는 가슴 움직임을 특징으로 한다. 이러한 움직임은 가슴과 같은 부드러운 물체보다 강체를 애니메이션하는 데 더 적합한 "스프링" 시스템의 한계에서 비롯될 수 있다. 그러나 일부 게임에서는 의도적으로 바스트 모핑은 과장한다. 이것은 캐릭터가 가만히 서서 대화할 때도 눈에 띄도록 흔들림 효과를 증가시키는 것에서 비롯될 수 있으며, 그 결과 실제로 움직일 때는 매우 과장된 흔들림이 발생할 수 있다.
게임 개발자 팀 도슨에 따르면, 결국 비디오 게임에서 부자연스러운 가슴 움직임이 나타나는 것은 "누군가가 그렇게 보이기를 원했기 때문"이다. 비디오 게임에서는 여성의 신체뿐만 아니라 남성의 신체도 종종 의도적으로 과장되거나 비현실적으로 묘사된다.

### 개별 게임의 바스트 모핑

#### 과장된 바스트 모핑으로 주목받은 게임
비디오 게임 출판물들이 과장된 바스트 모핑으로 주목한 게임들은 다음과 같다.
- 《아랑전설 2》, 격투 게임(1992년)[14]

- 《모탈 컴뱃》, 격투 게임 게임(1992년-)[14]

- 《더 킹 오브 파이터즈》, 격투 게임 게임(1994년-)[14]

- 《소울칼리버》, 격투 게임 게임(1995년-)[14]

- 《데드 오어 얼라이브》, 격투 게임 게임(1996년-).[14] "자연스러운" 신체 물리 엔진을 사용한 《데드 오어 얼라이브 6》에서는 흔들림이 감소되었다.[15]

- 《레디 2 럼블 복싱》, 스포츠 게임(1999년)[14]

- 《컨커스 배드 퍼 데이》, 플랫폼 게임(2001년), 가슴이 발판으로 사용됨[14]

- 《룰라 3D》, 성인 어드벤처 게임(2005년), 모션 캡처를 사용했으며 박스아트에 "통통 튀는 가슴 기술"을 광고함[16][17][18][19]

- 《바이오하자드》, 액션 게임(2002년/2015년)[20]

- 《닌자 가이덴 시그마 2》, 액션 게임(2009년), 플레이어가 가슴의 흔들림을 별도로 제어할 수 있음[14]

- 《스컬걸즈》, 격투 게임(2012년)[14]

- 《라이트닝 리턴즈 파이널 판타지 XIII》, 롤플레잉 게임(2013년)[21]

- 《메탈 기어 솔리드 V: 더 팬텀 페인》, 액션 게임(2015년)[22]

#### 그 외 바스트 모핑으로 주목받은 게임
- 《폴리스너츠》(플레이스테이션 버전, 1996년): 코지마 히데오는 "요시다 슈헤이와의 '가슴 흔들림 문제'에 대한 논쟁을 절대 잊지 못할 것"이라고 했다.[23]

- 《포트나이트 배틀로얄》(2017년)은 2018년 9월에 출시된 캐릭터 모델에서 바스트 모핑을 사용하여 논란을 일으켰다. 개발사 에픽게임즈는 이후 이를 "부끄럽고 의도하지 않은" 실수로 인정하고 제거했다.[24]

- 《코난 엑자일》(2017년)은 플레이어가 여성 캐릭터의 가슴 크기나 남성 캐릭터의 성기 크기를 커스터마이즈할 수 있게 한다. 크기는 두 신체 부위가 흔들리는 정도에 영향을 미친다.[25][26]

## 같이 보기
- 비디오 게임의 성차별주의

## 주해
1. ↑  단순한 물리적 작용인지, 의도된 연출인지, 페티시를 포함하고 있는지 등

## 더 읽어보기
- Brooks, Sam (2019년 2월 28일). “Breast physics: The controversy that plagues Dead or Alive games”. 《Newshub》. 2021년 10월 22일에 원본 문서에서 보존된 문서. 2021년 10월 21일에 확인함.
- “Breasts' 'jiggle physics' met with online controversy”. 《Canadian Broadcasting Corporation》. 2015년 6월 18일. 2021년 10월 21일에 확인함.
- Stuart, Keith (2013년 12월 6일). “Ryse and the problem of breasts in video games”. 《The Guardian》. 2021년 10월 21일에 확인함.
- Tayag, Yasmin (2018년 9월 28일). “'Fortnite' Breast Physics Error Is a Reminder of the Science of Boob Loving”. 《Inverse》. 2021년 10월 21일에 확인함.
- Rogers, Ryan & Liebler, Carol. "Jubblies, mammaries and boobs: Discourses of breast physics in video games." Journal of Gaming & Virtual Worlds, Volume 9, Issue 3, September 2017, pp. 257-278. DOI: https://doi.org/10.1386/jgvw.9.3.257_1